# جواز سفر غامبيا
يصدر جواز سفر غامبيا لمواطني غامبيا بغرض السفر خارج غامبيا.

## محتويات جواز السفر
- لقب العائلة.
- الاسم.
- الجنسية.
- تاريخ الولادة.
- الجنس.
- مكان الولادة.
- تاريخ الانتهاء.
- رقم جواز السفر.

## اللغات
صفحة البيانات والمعلومات مطبوعة باللغتين الإنجليزية والفرنسية.